# Histoire locale

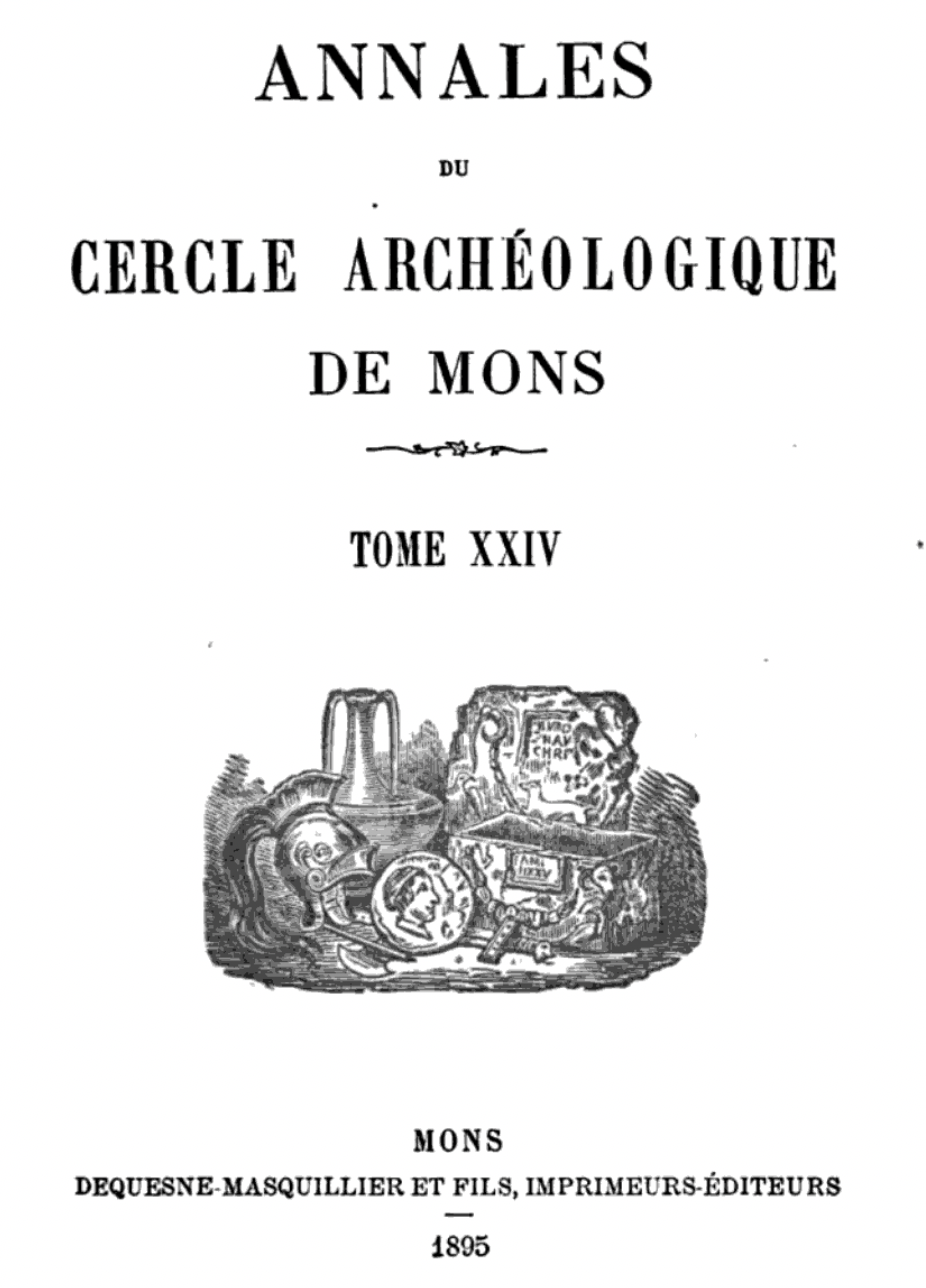
Société d'histoire locale et régionale de Mons et de ses environs

 (août 2018).
Si vous disposez d'ouvrages ou d'articles de référence ou si vous connaissez des sites web de qualité traitant du thème abordé ici, merci de compléter l'article en donnant les références utiles à sa vérifiabilité et en les liant à la section « Notes et références ».
L'histoire locale est le domaine des recherches et publications historiques centrées sur un territoire particulier, généralement limité de manière volontaire à une localité ou à une zone géographique très restreinte. L'objet des recherches peut varier et toucher simultanément à des disciplines très variées : l'archéologie, la géographie, la démographie, la généalogie, la dialectologie, la toponymie, et bien d'autres. Dans sa variante plus professionnelle, elle mobilise également de nombreux autres courants de l'historiographie comme l'histoire rurale, la démographie historique, etc. Les études sont souvent réalisées et publiées par des sociétés savantes locales.

## Définition et concept
L'histoire locale est indissociable du cadre géographique envisagé par l'historien, le topos. Pour reprendre les termes de Pierre Goubert : " Nous appellerons histoire locale ce qui concerne un village ou quelques villages, une petite ou moyenne ville (un grand port ou une capitale est au-delà de la portée locale), ou une zone géographique ne dépassant pas l'unité provinciale commune (comme un shire anglais, un contado italien, un Land allemand, un bailliage ou un pays français)". L'histoire locale est donc celle qui prend pour topos, une zone géographique restreinte, qu'elle soit pratiquée par des historiens "amateurs" ou "professionnels".
Souvent, ceux qui la pratiquent la défendent en arguant que c'est une échelle particulièrement pertinente à échelle, si pas la plus pertinente, car pendant longtemps l'européen moyen avait pour unique perspective la paroisse voisine ou la petite ville la plus proche, soit un rayon d'une dizaine de kilomètres. Cet espace restreint à étudier, présente alors une forte homogénéité et cohésion sur les plans juridique, social et économique. Seules les élites locales, en tout cas les plus cultivées et socialement élevées d'entre-elles, sont amenées à sortir de ce contexte local, pour se déplacer dans la province ou dans un pays voisin proche (notamment dans le cadre de guerre, de visite rendue au suzerain,...). Naturellement ces remarques sont générales et ne tiennent pas compte de certaines exceptions, notamment dans le domaine religieux.

## Une histoire écrite par des «amateurs» ou des «professionnels»?

### Une histoire d'abord écrite par les érudits, puis par les historiens professionnels
Ainsi, il ne faut pas réduire l'histoire locale à ce que certains historiens ont appelé « l’érudition locale », et c'est bien le cadre qui définit ce qui relève d'une approche locale de l'histoire, et non ceux qui la pratiquent. Néanmoins, on observe que si les historiens dits "professionnels" tendent à se spécialiser dans un domaine historique précis, l’érudit local lui construit généralement un savoir large sur la localité (ou la région) sur laquelle il travaille. Par cet ancrage géographique, les historiens contribuant à cette érudition participent à l’affirmation d’une identité locale, chose plus rare pour les historiens professionnels qui même lorsqu'ils sont "localistes", travaillent la plupart du temps sur des régions pour laquelle ils n'ont aucun affect. De l'autre côté, pour les érudits locaux, étudier ce passé local est un moyen de prouver que le "topos" envisagé est digne d'intérêt pour les historiens.
Néanmoins, il faut reconnaître une certaine forme de primauté dans l'apparition d'une histoire locale écrite par des érudits locaux sur l'historiographie "localiste" "professionnelle". En effet, les premières tentatives d'histoire locale sont d'abord celles d'érudits locaux, avec notamment dès le XVIe siècle la mode des histoires provinciales ou même plus tard, les multiples histoires d'institutions à fort rayonnement local comme les abbayes et grandes seigneuries, qui jette les bases du genre. Mais il faut attendre le début XIXe siècle pour que l'histoire locale prenne la forme qu'on lui connaît. À cette époque, des sociétés savantes se forment, à la suite des académies apparues dans la seconde moitié du XVIIIe siècle, dans lesquelles se rassemblent des gens issus des franges bourgeoises de la société (des rentiers, des avocats, quelques enseignants, des nobles,...). Ceux-ci se présentent comme des érudits mais jusqu'au début du XXe siècle, leurs productions font l'objet d'une grande méfiance de la part des historiens issus des milieux académiques. Ces érudits pratiquent une histoire nourrie par certains événements locaux qui suscitent cette soif de savoirs sur un lieu précis comme l'ouverture inattendue de fouilles archéologiques, la mobilisation autour d'un monument en ruine menacé, d'un site remarquable, d'un re-découpage administratif ou des commémorations en tous genres.
De leur côté, les historiens professionnels, dans leur globalité, dédaignent l'histoire locale lui préférant une histoire générale qui est nécessairement politique, diplomatique, militaire ou ecclésiastique. Ces histoires générales sont présentées comme représentatives de tous les individus, considérés comme formant ensemble homogène au niveau national, sur le mode d'un peuple, une nation. L'entreprise "localiste" pour des historiens dits "professionnels" n'apparaît que très tardivement, dans l'après-guerre. Elle part du sentiment d'insatisfaction de nouvelles générations d'historien inspirée par l'école des Annales, lassée de réaliser des études sur les classes les plus élevées de la société et des idées élitistes, et souhaitant faire l'histoire des masses plutôt que celles des minorités gouvernantes. Ce changement entraîne une forme d'interdisciplinarité des nouvelles études d'histoire locale, mises en relation avec l'économie, la sociologie, la psychologie, la biologie ou encore.

## Objets d'étude
Les objets d’étude de l’histoire locale sont très diversifiés. Cependant, il est possible de délimiter un espace précis dans lequel ces études s’insèrent de manière récurrente. Le topos peut être de nature et d'extension variable, allant par exemple de l’histoire d’un quartier à celle d’une ville ou d’une région. Le cadre provincial est néanmoins, en quelque sorte, le cadre géographique maximum. À l’instar du lieu d’étude, la période embrassée par l'histoire locale peut porter sur la naissance d'une commune à la période contemporaine, ou, au contraire, s'attacher à une période plus lointaine, ou encore brosser une évolution à long terme.
Cela dit, une part importante des études d’histoire locale concerne l’histoire du Temps présent car elle permet de solliciter les témoignages des anciens. En tant que détenteurs des savoirs, des pratiques et des traditions, ces derniers sont des maillons essentiels dans leur transmission ainsi que dans leur préservation par les historiens locaux.
Du point de vue thématique, l’histoire locale ne se limite pas à la seule discipline historique, mais s'ouvre à d'autres domaines tels que les beaux-arts, l’architecture, la géographie, la littérature, le folklore, l’archéologie, etc.

## Méthodologie
Comme tout courant historiographique, l'histoire locale doit répondre aux méthodes rigoureuses de la science historique. Elle comporte encore souvent des travaux réalisés par des « amateurs » peu formés aux exigences du métier d'historien. En réalité, même si l’histoire locale a tendance à moins s’interroger sur ses méthodes et ses objectifs, sa pratique comporte quelques spécificités qu’il s’agit d’éclairer.
Outre le fait de focaliser son étude sur un espace restreint dont l’historien amateur est souvent issu, l’histoire locale recourt à une démarche beaucoup plus souple et plus narrative, loin des modèles universitaires. De plus, elle a la particularité d’être en partie l’œuvre de professionnels (notaires, magistrats, banquiers, médecins, etc.) qui mettent leurs connaissances pratiques au service de la compréhension du passé.
Étant donné sa limitation géographique, l'histoire locale est davantage qualitative que quantitative. Cela est dû en partie à la dimension réduite de l'objet, mais aussi au manque de qualification dans le traitement de données statistiques. L'histoire locale est également plus concrète, plus proche de la reconstitution de la vie quotidienne des anciens d’un quartier ou d’une ville. Dès lors, elle souligne l’écart entre l'histoire générale et les réalités parfois différentes, telles que vécues dans les régions.
Peu d’études d'envergure internationale ont été réalisées sur l’histoire locale et la plupart des recherches scientifiques portant sur ce courant se rapportent à un événement dans un contexte national particulier. Par définition, l’histoire locale est ancrée dans une localité et embrasse, tout au plus, l'espace régional. À ce stade, le courant d'histoire locale ne cherche pas à universaliser sa méthodologie et ses enjeux, car tant les recherches que les réflexions se situent au niveau local.
Pour ce qui est de l'historiographie dite "professionnelle", le fait de prendre en compte un champ géographique restreint apparaît comme une méthode alternative qui permet de bénéficier pour ces espaces de valeurs précises et de données inédites, qui permettent de remettre en question certains poncifs de l'histoire générale. En effet, nombres d'études d'histoire générale offrent une vue certes globale, mais qui base leurs hypothèses parfois sur des corpus qui ne permettent pas d'établir des faits rigoureux, et parfois les auteurs se hasardent à des analyses que l'étude des sources régionales par les "localistes" permettent parfois de remettre en question. Néanmoins, les résultats obtenus ne peuvent être généralisés qu'avec précaution.

## Sources
À l'instar de l'histoire générale, l’histoire locale étudie une large diversité de sources, lesquelles varient selon le contexte chronologique et spatial. Les thèmes de recherche dépendent aussi des auteurs. La liste ci-dessous n'est donc pas exhaustive :
- Égo-documents et écrits du for privé
- Archives notariales (Répertoire de notaires, etc.)
- Registre paroissial
- Registre d'état civil
- Recensement
- Tableaux de conscription
- Cahier de doléances
- Presse écrite
- Enquêtes orales
- Archives politiques
- Archives d'organismes de charité et d'aides aux pauvres
- Archives de l'industrie
- , etc.

## Historiographie et spécificités géographiques

### Europe

#### Belgique
Même si l'intérêt pour l'histoire locale est sans doute aussi ancien que le loisir permettant à certains privilégiés de s'intéresser à l'histoire générale, les origines de l'histoire locale en Belgique sont à relier à l'existence des sociétés savantes. Peu après l’indépendance du pays, un sentiment nationaliste et romantique engendre une importante prise de conscience identitaire. Dès lors, des sociétés savantes (cercles, académies, associations, etc.) ayant notamment pour objectif l'étude du passé local et la sauvegarde du patrimoine matériel et immatériel, font leur apparition. En l'espace de dix ans, quatre sociétés savantes sont fondées en Belgique : Mons (1835), Bruges (1839), Tournai (1845) et Namur (1845). De 1830 à 1900, dix-sept sociétés sont recensées dans le sud du pays, contre seulement neuf en Flandre.
Le besoin de se coordonner et de réaliser une histoire scientifique donne naissance en 1885 à la Fédération des Cercles Archéologiques et d'Histoire de Belgique. La publication régulière des résultats de la Fédération souligne alors la diversité des études menées par les « amateurs » et les professionnels dans le domaine de l'histoire locale. D'un point de vue topologique, un rétrécissement s'opère dans le temps : si les sociétés savantes du XIXe siècle étendent leur champ d’action à l’histoire d'une province ou d’une ville, les entreprises nées durant la première moitié du XXe siècle s'intéressent essentiellement à l’histoire d'une ville et de ses habitants. Depuis 1960, le champ d’action s’est encore réduit, portant désormais son intérêt sur des quartiers, des rues, des événements ou des personnages. En 1978, l'Association des Cercles francophones d'Histoire et d'Archéologie de Belgique se constitue parallèlement à la fédéralisation du pays.
Outre cette réduction géographique apparente, les sociétés savantes se distinguent par leurs préoccupations. Certaines privilégient les beaux-arts et le folklore tandis que d’autres consacrent davantage d'efforts à l’archéologie. De plus, toutes ces sociétés ne produisent pas une histoire similaire. Alors que certaines sont de véritables académies dont les productions scientifiques sont riches et inédites, d’autres ne pratiquent que des recherches de « seconde main » à la qualité parfois médiocre. Les sociétés savantes sont également investies d’une série de taches et de missions importantes :

« d’une part rechercher, collectionner, répertorier et étudier le patrimoine artistique, les archives, le matériel iconographique et les parlers régionaux, d’autre part mettre à profit toutes les occasions d’encourager de nouvelles recherches. Ils travaillent du reste généralement sur un territoire géographique restreint et bien délimité. Les résultats des recherches peuvent ainsi être publiés dans des revues, des annuaires ou des monographies qui contribuent à une meilleure connaissance de la tradition locale. »

En conclusion, les sociétés savantes se positionnent en protectrices de leur patrimoine et constituent un facteur essentiel de la pérennité de l’histoire locale.

#### Pays-Bas
En 1929 tout d'abord, l'historien néerlandais Hendrik Enno van Gelder (nl) (1876-1960) se lamentait sur l'état de l'histoire locale aux Pays-Bas, exprimant également son pessimisme face aux générations futures qui délaissaient la culture, et face à un "retard qui ne s'observe nulle part ailleurs". En 1970, l'historien allemand Franz Petri (nl) (1903-1993) signale également que les Pays-Bas connaissent un développement de l'histoire régionale et locale assez inégal avec ses voisins allemands et belges. On constate effectivement que l'histoire locale et régionale a connu un parcours tout autre que dans les pays voisins. En effet, rares sont les sociétés d'histoire locales créées au XIXe siècle dans le pays, contrairement à ce qui peut s'observer en Belgique. Néanmoins, on peut signaler la création en de la Historisch Genootschap te Utrecht (Société historique à Utrecht) (nl) en 1845, aujourd'hui devenue la société historique "professionnelle" des Pays-Bas, mais également en 1863, de la Limburgs Geschied- en Oudheidkundig Genootschap (Société limbourgeoise d'histoire et d'archéologie) (nl).
Si ces quelques sociétés d'histoire locale perdurent dans le temps, force est de constater que celles-ci contrairement à ce que s'observent notamment en Allemagne, restent durablement tenues à l'écart de l'histoire académique. Aussi, l'histoire locale doit faire face à une forme de nationalisme qui marque pendant longtemps les Pays-Bas, un nationalisme marqué par la prépondérance de la province de Hollande, au détriment des autres provinces. Ce constat est d'ailleurs établi par le rapport intitulé Overzicht van de door bronnenpublicatie aan te vullen leemten der Nederlandsche geschiedkennis (Enquête sur les lacunes dans les connaissances historiques néerlandaises à combler par la publication des sources) qui signale que "L'histoire des territoires néerlandais en dehors de la Hollande a été extrêmement négligée".
En 1948, dans un nouveau rapport sur l'état des sciences historiques aux Pays-Bas, Pieter-Jan van Winter (nl), historien moderniste néerlandais, signale de nouveau un manque de recherches menées en histoire locale, champ qu'il identifie néanmoins comme extrêmement vaste. Il dénote également un manque d'implication de sociétés composées d'historiens amateurs, et le manque de suivis de celles-ci par des historiens professionnels à même d'orienter et guider ces recherches. En 1974, dans un nouveau rapport, le constat posé est le même et encore aujourd'hui, le monde des historiens néerlandais déplorent un manque d'initiatives d'histoire locale ou régionale.
Pour autant, si ces recherches menées en histoire locale ne font pas l'objet d'une production académique ou savante organisée, celui qui est amené à parcourir les "Chroniek" publiées dans les revues Bijdragen voor de Geschiedenis der Nederlanden (BGN) (Contributions pour l'histoire des Pays-Bas) et Bijdragen en Mededelingen betreffende de Geschiedenis der Nederlanden (BMGN) (Contributions et médiations touchant à l'histoire des Pays-Bas) (nl) constate assez rapidement que des études historiques à portée locale ou régionale existent, bien qu'il faille dire que celles-ci sont marginales et parfois d'ampleur très modeste.
Néanmoins, il faut impérativement également signaler des initiatives visant à permettre des recherches de plus grande ampleur, particulièrement dans les provinces méridionales des Pays-Bas. Ainsi, pour en citer quelques-unes, on peut parler des collections Varia Brabantica et Maaslandse Monografieën de la Stichting Zuidelijk Historisch Contact (ZHC, Fondation pour l'histoire méridionale des Pays-Bas, centrée autour de l'ancien duché de Brabant). Celles-ci sont portées par des historiens professionnels et quelques historiens amateurs.
Enfin et finalement, on peut attirer l'attention sur ce qui semble être le début d'un intérêt pour l'histoire régionale à partir des années 1970, à l'image de ce qui s'observe en France. Cet intérêt naît notamment sous l'influence de la troisième génération des Annales, emmenée par des figures comme Emmanuel Le Roy Ladurie ou Georges Duby. Ces démarches à portée régionale accordent une attention particulière à la démographie et à l'histoire socio-économique, notamment dans les travaux de Bernard Slicher van Bath (nl) et son école historique de Wageningue. On peut citer parmi ces historiens, Harry van den Eerenbeemt (nl), auteur d'une thèse en 1955 intitulée "s-Hertogenbosch in de Bataafse en Franse tijd, 1794-1814. Bijdrage tot de kennis van de sociaal-economische structuur" (Bois-le-Duc pendant la période batave et française, 1794-1814. Contribution à la connaissance de la structure socio-économique). Celui-ci a notamment été rédacteur en chef de la Stichting Zuidelijk Historisch Contact entre 1956 et 1995, période pendant laquelle près de 112 volumes ont été publiés.

#### France
Au XVIIe siècle, l'histoire locale française reste cantonnée à une démarche de collecte des documents disponibles pour une paroisse, un évêché, voir une région. Leur publication ne s'occupe de la critique des textes que d'une façon assez marginale. Prenons à cet exemple Dom Guillaume Morin, grand prieur de l'abbaye Saint-Pierre de Ferrières, qui retranscrit un ensemble d'inscriptions et de documents dans son Histoire du Gastinais.
Le développement de l'histoire locale est marquée par l'abbé Lebœuf (1687-1760) et le succès rencontré par son Histoire du diocèse de Paris. Il incarne le modèle du premier historien local. En effet, il va lui-même chercher les informations directement dans les paroisses, les structure autour d'un questionnaire de base et les critique en fonction des structures foncières telles que la dimension urbaine ou rurale. Conscient des moyens limités d'un seul homme face à l'ampleur de la tâche, il s'efforce de susciter l'émulation au sein des académies de province. Bien que fortement contrarié par la Révolution française, ce mouvement est durablement initié. La Révolution bouleverse les cadres matériels — en l'occurrence par la destruction, la saisie des archives ecclésiastiques et la création de l'état civil — et conteste la place centrale du clergé qu'il occupe depuis des siècles. Elle change également les cadres spatiaux en renforçant la centralisation étatique et en redessinant les cadres locaux, notamment par la création des départements, ce qui transforme les divisions du territoire.
Au XIXe siècle, la recherche historique s'est développée en dehors du champ religieux, même si là aussi, les troubles successifs détournent puis soutiennent le regard rétrospectif. Des sociétés savantes commencent à se développer dans les régions. Après les Comités des Chartes fondés par Moreau de Saint-Méry, Guizot établit en 1833 les Comités des travaux historiques et scientifiques. En 1864, l'abbé Auber participe à la 31e session du Congrès archéologique de France par son exposé De la rédaction des chroniques paroissiales. En 1874, un quart des 258 volumes de la Collection des documents inédits relatifs à l'histoire de France concerne directement l'histoire locale.
Ce sont les érudits locaux du XIXe siècle qui contribuent largement à inventer la « France des pays », mis en valeur par la géographie de l'école de Paul Vidal de La Blache dans les années 1900. Ils mettent en place une mémoire et une identité locales, fondées sur la reconnaissance et l'étude du patrimoine, comme le montre l'exemple du Vendômois à partir des années 1840. De la fin du siècle jusqu'à la Première Guerre mondiale, les sociétés savantes continuent à se développer et produisent donc des travaux d'histoire locale. Qu'elles soient complémentaires ou concurrentes, les initiatives paroissiales participent toujours à l'émulation et à la production d'articles, publiés par la suite dans les bulletins paroissiaux.
La dernière partie du XXe siècle est marquée sur ce plan par de nouvelles facilités de reproduction et de publication (photocopie, informatique et photographie numérique par exemple) et de communication, notamment grâce à l'apparition d'internet. Des colloques et des « rencontres d'histoire locale » sont organisés dans les régions. Le grand public s'intéresse à son passé et l'histoire locale permet à plus d'un amateur d'en faire une exploration active. Concrètement, la modernisation progressive des services d'archives assure de bonnes conditions de travail aux chercheurs. Il ne manque plus le plus souvent que quelques commémorations ou évènements particuliers réunissent les énergies autour d'un projet relativement ambitieux s'il veut être sérieux.
Du point de vue de l'histoire professionnelle, on peut citer pour la France, dès le début du XXe siècle, la célèbre thèse de Lucien Febvre intitulée Philippe II et la Franche-Comté, étude d'histoire politique, religieuse et sociale qui est immédiatement présentée par ses pairs comme un chef-d'œuvre d'histoire locale dès les années qui suivent sa parution. En effet, l'on met en avant cette démarche très approfondie sur un territoire donnée, qui ne mise pas tout dans la répétition des comparaisons pour évoquer de la manière la plus exhaustive possible tous les aspects sociaux, politiques et religieux de la Franche-Comté. Charles Hirschauer dans son compte-rendu, explique que le public de ce genre d'étude parle autant à l'historien qui alors établit les comparaisons avec d'autres situations qui servent alors à comprendre mieux un contexte général, qu'aux érudits locaux. À la suite de ce genre de travaux fondateurs, ont pris place d'autres études prenant pour cadre un champ local ou régional, comme la célèbre thèse Beauvais et le Beauvaisis de Pierre Goubert de 1600 à 1730 rédigée par l'historien moderniste français Pierre Goubert. Dans celle-ci, le cadre local lui offre la possibilité de faire l'histoire totale d'un "pays" de taille modeste, loin de l'anecdotisme de certaines études locales. Depuis, des travaux en histoire locale et régionale continuent d'être entrepris pour nombre de régions.

#### Grande-Bretagne
L'histoire locale en Grande-Bretagne ne concerne pas uniquement des professionnels. Il existe un véritable intérêt de la part des amateurs pour ce type d’histoire à l'instar d’autres espaces géographiques. Néanmoins, le cas britannique contraste quelque peu avec ses voisins car l’histoire locale y connait un développement universitaire très prospère. Il existe de véritables départements d’histoire locale dans les universités britanniques. La première université à couvrir ce champ est l'Université de Leicester en 1965 avec l’un des pionniers en la matière, le professeur W. G. Hoskins (en). Depuis, l’English local history (en) s'est largement répandue en tant que discipline académique. Il y a également la British Association for Local History, fondée en 1982, ayant pour but la promotion de ce type d’histoire dans les milieux universitaires, mais également chez les amateurs, davantage sous la forme de loisir. Il y a donc dans cette région une volonté de concilier le milieu académique et amateur.
Cette histoire peut se concentrer sur des thématiques multiples. Elle s'intéresse par exemple au passé des villes, des paroisses, du paysage, des écoles, des populations, etc. : une multiplicité d'éléments qui caractérisent la vie locale des Britanniques. Ces thèmes peuvent être étudiés pour toutes les périodes. En effet, certaines études prennent l'Antiquité comme point de départ tandis que d'autres s'attachent aux périodes les plus récentes.
L'Histoire orale est l'une des ramifications les plus fécondes en Grande-Bretagne. Celle-ci connait un renouveau dans les milieux professionnels et chez les historiens locaux depuis le travail de George Ewart Evans, Ask the Fellows Who Cut the Hay (1956) qui y développe les techniques principales de ce courant.

#### Allemagne
Tout comme en Belgique et en France, l'histoire locale allemande est principalement conduite par les instituts régionaux et sociétés savantes qui se sont réunis en 1852, sous la houlette de Hans von und zu Aufseß et du Prince Jean Ier de Saxe pour former la Gesamtverein der deutschen Geschichts- und Altertumsvereine. Depuis lors, elle publie chaque année la Blätter für deutsche Landesgeschichte, excepté entre 1944 et 1950.
L'un des premiers jalons de l’histoire locale en Allemagne sont les Dorfchroniken (chroniques de village) où est inscrite année après année la vie de la communauté. Ces chroniques sont des commandes émanant des États : l'édit no 14870B du Königlichen Regierung zu Minden décrète qu'à partir du 1er janvier 1818, toutes les municipalités doivent se doter d’un livre de chronique et ont pour tâche de le poursuivre régulièrement. Après la Seconde Guerre mondiale, l’histoire locale tombe dans le discrédit à la suite de la montée du National-socialisme et de nombreuses chroniques de village sont abandonnées. Cependant, le mouvement de mai 1968 trouve un nouvel intérêt à ce domaine de l'histoire et se focalise dès lors sur les crimes de guerre.

#### Espagne
Depuis la période médiévale, les institutions produisant des documents relatifs à l’histoire locale sont particulièrement puissantes en Espagne. En conséquence, ces documents sont donc nombreux, mais mal entretenus et dispersés. Les archives municipales se retrouvent dans les communes (conseil municipal) tandis que les institutions ecclésiastiques conservent les archives paroissiales et monastiques. Dans les institutions supérieures, les sources sur l’histoire locale gardent la municipalité comme critère de classification. Il est donc facile de trouver les documents administratifs, judiciaires et ecclésiastiques dans les archives provinciales et les archives de l’État.
Pour la période moderne, deux sources sont incontournables. La première sont les Relations topographiques de Philippe II (roi d'Espagne), qui a pour ambition d’établir une description détaillée de toutes les localités du royaume. La deuxième est le Cadastre d'Ensenada, une enquête minutieuse à grande échelle sur la population, les propriétés, les bâtiments, le bétail, les métiers, les revenus, le recensement, et même les spécificités géographiques de chaque région. Il existe également d’autres sources importantes telles que les Mémoires politico-économiques d’Eugenio Larruga y Boneta et le Diccionario geográfico-estadístico-histórico de España y sus posesiones de Ultramar de Pascual Madoz. On observe également au XVIIe siècle une volonté de plus en plus claire de sauvegarder l'histoire des localités, à ce titre sont créés une cinquantaine de chroniques locales dans les grandes villes du royaume. En effet, les érudits de l'époque constatent que la mémoire humaine n'est pas suffisante pour permettre le souvenir des hauts faits de leurs localités, c'est pour cela qu'ils s'attèlent à la rédaction des chroniques.
Pour la période contemporaine, les statistiques officielles et la multiplication des sources publiques ou privées rendent abondante la documentation sur l’histoire locale. Les journaux et même l’histoire orale deviennent des sources importantes.

### Reste du monde

#### États-Unis
Aux États-Unis, l’histoire locale se concentre sur l’histoire d’un lieu, des habitants d’un village et d’un canton particulier. Chaque ville, village ou canton ont une histoire et proposent ses propres sources. Cependant, ces dernières sont dispersées et successivement divisées par État, canton et village, ce qui rend les recherches plus complexes. L’Association américaine pour l’histoire nationale et locale a pour but de faciliter l’accès et la diffusion de ces sources, en regroupant des historiens, des bénévoles, des musées ou des sociétés historiques.

## Controverse
L'histoire locale connaît également son lot de débats. Ainsi, les historiens universitaires, c'est-à-dire des historiens professionnels formés à la science historique, ont parfois relégué l'histoire locale au second plan de la pratique historique. Ce domaine est davantage perçu comme une histoire faite par des amateurs et est donc en opposition face à des courants historiographiques encouragés dans les institutions universitaires (histoire globale, histoire intellectuelle, etc.). La pratique de l’histoire locale et régionale semble être considérée comme inférieure à d’autres types d’histoire.
Ce prétendu rapport hiérarchique repose sur la distinction du savoir des producteurs : d’une part, une connaissance produite par des historiens universitaires experts de la discipline historique, et d'autre part, celui issu d’historiens « amateurs », non-initiés aux complexités de la pratique. Les uns se tournent vers la communauté scientifique internationale, les autres vers le public ciblé plus localement. Les critiques à l’égard de l’histoire locale de la part des universitaires sont alors d'ordre méthodologique : critique historique douteuse, détails trop précis, manque de recul, bibliographies peu exhaustives, etc..
Malgré cette distinction apparente, de nombreux travaux d'histoire locale sont pourtant dérivés d’exercices universitaires, de mémoire de maîtrises ou de thèses. De plus, certains historiens universitaires se retrouvent à la tête de comités de rédactions des sociétés savantes locales. Amateurs et professionnels de ce domaine travaillent alors en collaboration, entraînant la coexistence de recherches nuancées d'un point de vue qualitatif.
Cependant, les historiens amateurs obtiennent toute légitimité lorsque leur auteur est introduit aux bonnes méthodes de la science historique. En effet, chacun peut acquérir les compétences nécessaires à la recherche. Les archivistes et les sociétés peuvent fournir des conseils, des encouragements et des informations. Des formations et des guides d'histoire locale selon les régions sont également largement disponibles. Ces historiens locaux non spécialistes peuvent alors produire un savoir pertinent et complémentaire aux études plus « générales » des universités ». Il faut souligner selon Jacques Gelis : « qu'il est faux de considérer l'histoire locale comme une histoire au rabais dès lors qu’elle obéit aux règles de toute recherche sérieuse ».
L'histoire locale met l’accent sur les variations du terrain par rapport aux épisodes historiques nationaux. Ce faisant, elle montre de façon plus concrète la diversité des particularismes locaux (coutumes, traditions, etc.) face au pouvoir central. Elle permet de comprendre l’écart entre la « grande histoire » et ce qui se passait réellement à une échelle moins large. Par ses recherches, l’histoire locale donne des travaux de première main, explorant quelquefois des champs novateurs de la discipline qui les réflexions futures des historiens universitaires. En d'autres termes, elle se présente comme une recherche en attente de futurs travaux nationaux ou généraux.